# Prix Balzac pour la création contemporaine
Pour les articles homonymes, voir Balzac.
Le prix Balzac pour la création contemporaine est une récompense honorifique française créée en 2021 par le Cercle des amis de la maison de Balzac : prix pluridisciplinaire, il récompense une personnalité marquante de La Comédie humaine de son époque.
Fondé à l'initiative de Florence Briat-Soulié, fondatrice du Cercle des amis de la maison de Balzac et d'un comité composé de Thierry Forien, Caroline d'Esneval, Marie-Laure de Langle, Agnès Bitton, Bruno Soulié et Benoît Gausseron.  
Le jury de l'édition 2021, fut présidé par le chanteur Bénabar, et réunissait le cuisinier Guy Savoy, la photographe Valérie Belin, l'artiste Eva Jospin, le philosophe des sciences Étienne Klein, Bruno Dubois, professeur de neurologie et directeur de l'Institut de la mémoire et de la maladie d'Alzheimer, l'historien et romancier Adrien Goetz, membre de l'Institut, Tatyana Franck, directrice de Photo Elysée (Lausanne), Yves Gagneux, directeur de la maison de Balzac, Fabrice Faure-Dauphin, associé Allen & Overy (partenaire du prix), Florence Briat Soulié, présidente du Prix, et Caroline d'Esneval, administrateur du cercle des amis de la maison de Balzac (comité Art contemporain).